# Jennifer Berry
Pour les articles homonymes, voir Berry (homonymie).
Jennifer Berry-Gooden, née le 18 juillet 1983 à Houston au Texas aux États-Unis, s'est fait connaître en devenant Miss Oklahoma (en) 2005, puis Miss America 2006.

### Source de la traduction
- (en) Cet article est partiellement ou en totalité issu de l’article de Wikipédia en anglais intitulé « Jennifer Berry » (voir la liste des auteurs).